# Zoramia perlita
Zoramia perlita är en fiskart som först beskrevs av John Fraser och Lachner, 1985.  Zoramia perlita ingår i släktet Zoramia och familjen Apogonidae. Inga underarter finns listade i Catalogue of Life.